# Český Krumlov
Český Krumlov (németül: Krumau an der Moldau vagy Böhmisch Krumau, latinul: Crumlaw) város Dél-Csehországban, a Moldva folyó kettős kanyarulatának partján; Csehország egyik leglátogatottabb turisztikai célpontja. Történelmi negyedét az UNESCO 1992. december 13-án a világörökség részének nyilvánította.

## Fekvése
České Budějovice városától mintegy 30 km-re délre található.

## Nevének eredete
Neve az ónémet Krumme Aue, magyarul görbe mező kifejezésből származik.

## Városrészei
- Domoradice
- Horní Brána
- Latrán
- Nádražní Předměstí
- Nové Dobrkovice
- Nové Spolí
- Plešivec
- Slupenec
- Vnitřní Město
- Vyšný .[2]

## Története
A környéken már a kőkorban is éltek emberek. A bronzkorban már nagyobb település volt itt, i. e. 400 körül pedig kelta város volt. A szlávok az i. sz. 6. században érkeztek.
A korai középkorban több cseh család birtokában is volt (Slavníkovci, Přemyslovci, Vítkovci). Jelentősége a Moldva partján futó kereskedelmi útvonal kiépülésével nőtt meg. A várat 1250 előtt kezdték építeni a Vítkovciak (Witigonen), majd amikor a család 1302-ben kihalt, rokonaik a Rosenbergek (Rožmberk) örökölték a birtokot. A gazdag Rosenberg család uralkodásával a város virágzásnak indult, a 16. századra már fényes reneszánsz város és kastély volt. Ekkoriban a család a cseh arisztokrácia és értelmiség megbecsült és nagy hatalmú eleme volt, tagjai több magas pozíciót is betöltöttek.
A Rosenbergek egészen 1601-ig birtokolták a várost, ekkor a felhalmozott adósságok miatt kénytelenek voltak eladni azt II. Rudolf német-római császárnak. 1622-ben nagybátyja, II. Ferdinánd osztrák főherceg az Eggenbergeknek ajándékozta a várost, a harmincéves háborúban nyújtott katonai segítségükért. 1719-ben az Eggenberg család is kihalt, őket a házasság révén rokon Schwarzenbergek követték, akik egészen a második világháborúig birtokolták a várat. Ők és korábban az Eggenbergek is komoly fejlesztésekbe kezdtek: a 18. század elején a kastély modern és fényűző volt, az átépítéseknél a bécsi udvart vették mintául.
A 19. századra a város jelentősége csökkent, új építkezésekbe nem nagyon fogtak, ennek köszönhetően a hely megőrizte reneszánsz-barokk karakterét. A városban és környékén ekkor több vízimalom működött, a század vége felé pedig egy grafitbányát is nyitottak.
1918. október 28-án a Csehszlovákia kikiáltásakor a zömmel németek lakta város csatlakozott az önálló dél-csehországi német megyéhez, amely Böhmerwaldgau néven Ausztriához szeretett volna tartozni. Egy hónappal később a csehszlovák csapatok bevonultak a városba. 1920. április 30-án a Krumau helyett hivatalosan is a Český Krumlov nevet kapta. Az 1938-as müncheni egyezménnyel Krumlov és környéke – más csehszlovák területekkel együtt – a Harmadik Birodalomhoz került. 1945-ben amerikai csapatok szabadították fel, a német lakosok többségét pedig kitelepítették. A kapitalista Ausztriához való közelsége révén a szocializmusban is elkerülte a komolyabb iparosítás, helyette katonai létesítmények épültek a környéken.
A rendszerváltás után az igen rossz állapotban lévő házakat renoválták. A város kedvelt turistacélpont és környék kulturális központja is. A Moldva 2002-es áradása a városban is komoly károkat okozott, a part menti házak földszintjét teljesen elöntötte a víz.

## Látnivalók

### A vár

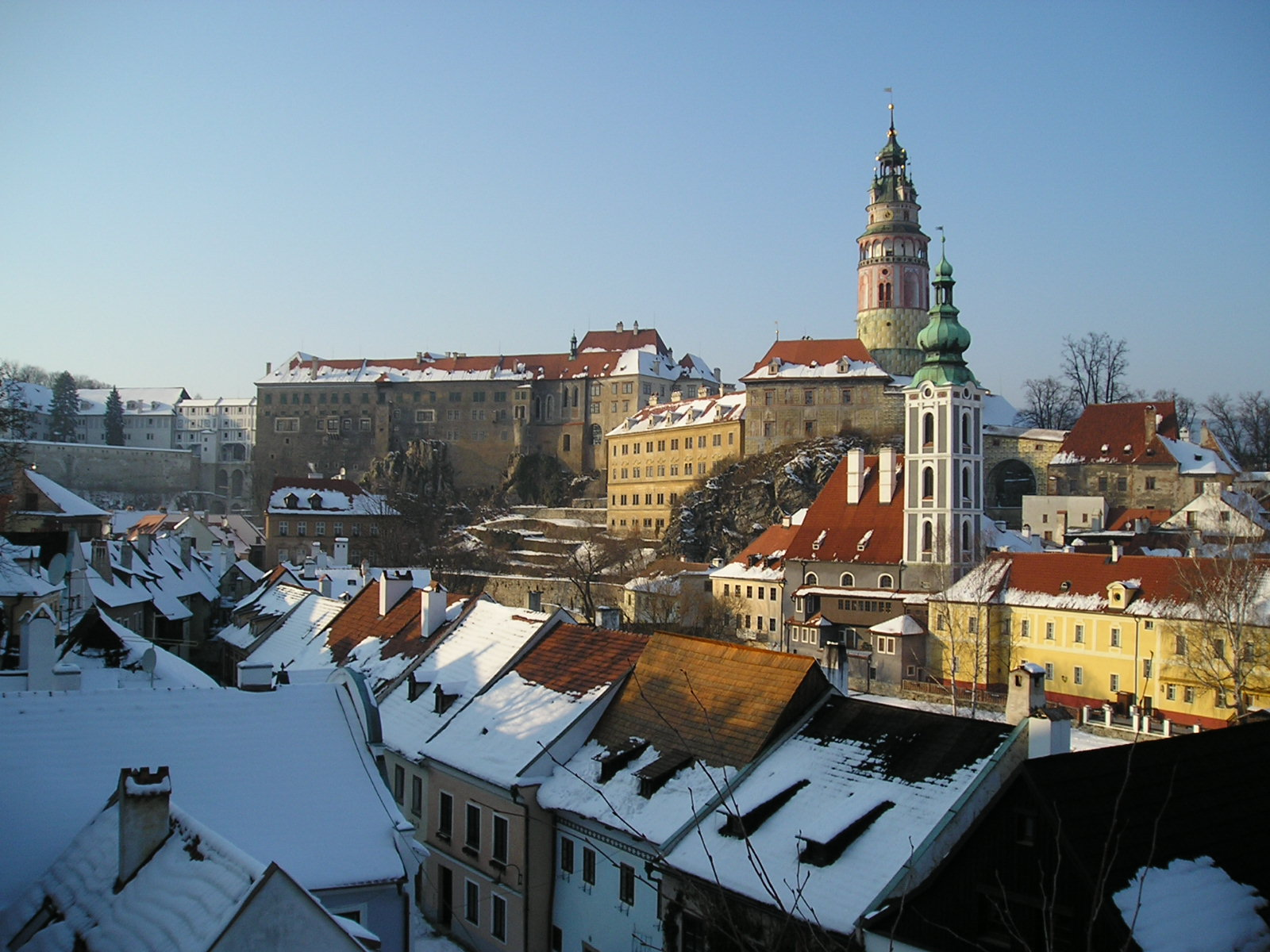
A krumlovi vár

A krumlovi vár a prágai után Csehország második legnagyobb vára. Öt udvarból és negyven épületből áll, valamint tartozik hozzá egy hét hektáros kastélypark is. Folyamatosan építették, bővítették a 14. századtól egészen a 19. századig, de a mai elrendezését a reneszánsz időkben, a 16. század elején végzett nagy átalakításkor nyerte el. Négy fő részből áll: alsó- és felső-vár, a barokk színházi rész és a kastélypark. A felső vár és a barokk színház közti várárkot egy sok emelet magas, boltozatos híd tölti ki.

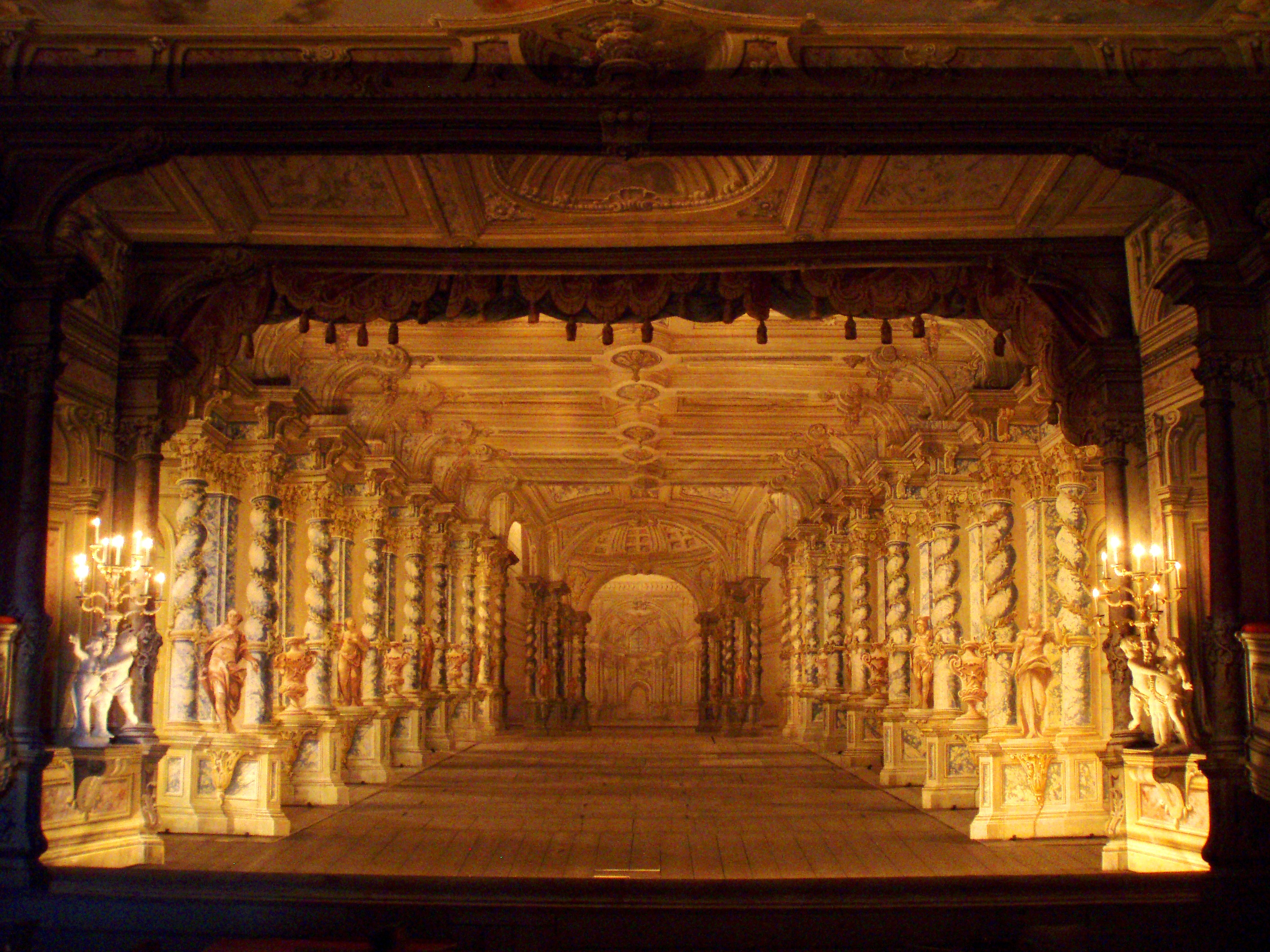
A barokk színház színpada

- Egyedülálló látványosság a jó állapotban fennmaradt és azóta fel is újított barokk kastélyszínház, amihez hasonló csak néhány van a világon. 1776-ban építettek, akkoriban egészen modern díszletmozgató mechanikával, ami a mai napig is működik. Több darab eredeti jelmezei is fennmaradtak. A színház látogatható, de évente csak három előadást tartanak, ilyenkor barokk operát adnak elő mesterséges, gyertyafényt utánzó világításnál.[3]
- A város egyik jelképe a kör alakú vártorony. Az 54 méter magas, hatemeletes torony az alsó vár belső udvarán található. Gótikus és reneszánsz stílusban épült, a 13.-tól a 16. századig. Az alsó szintek a vár legrégebbi részéhez tartoznak, míg a harangtorony a reneszánsz korban épült. A felső részén lévő boltíves erkély 1581-ben a vár átépítésekor került rá, a szobrok, domborművek és festett minták 1590-ben. Négy harangjából kettő 1406-os datálású. A torony tetejéről szép kilátás nyílik a városra és a környező hegyekre.[4]
- A Rosenbergek jelképe a rózsa mellett a medve volt. A család úgy tartotta, hogy rokoni szálak fűzik őket az olasz Orsini nemesi családhoz, akiknek a neve nőstény medvét jelent. A kapcsolattal a Rosenbergek ősi származásukat szerették volna kihangsúlyozni, ezért a medvék is fontos szerepet kaptak. A várban a 16. századtól tartottak medvéket, először az udvarban volt ketrecük, majd a 18. századtól kezdve a mai napig is a várárokban tartják őket.[5]

### Az óváros

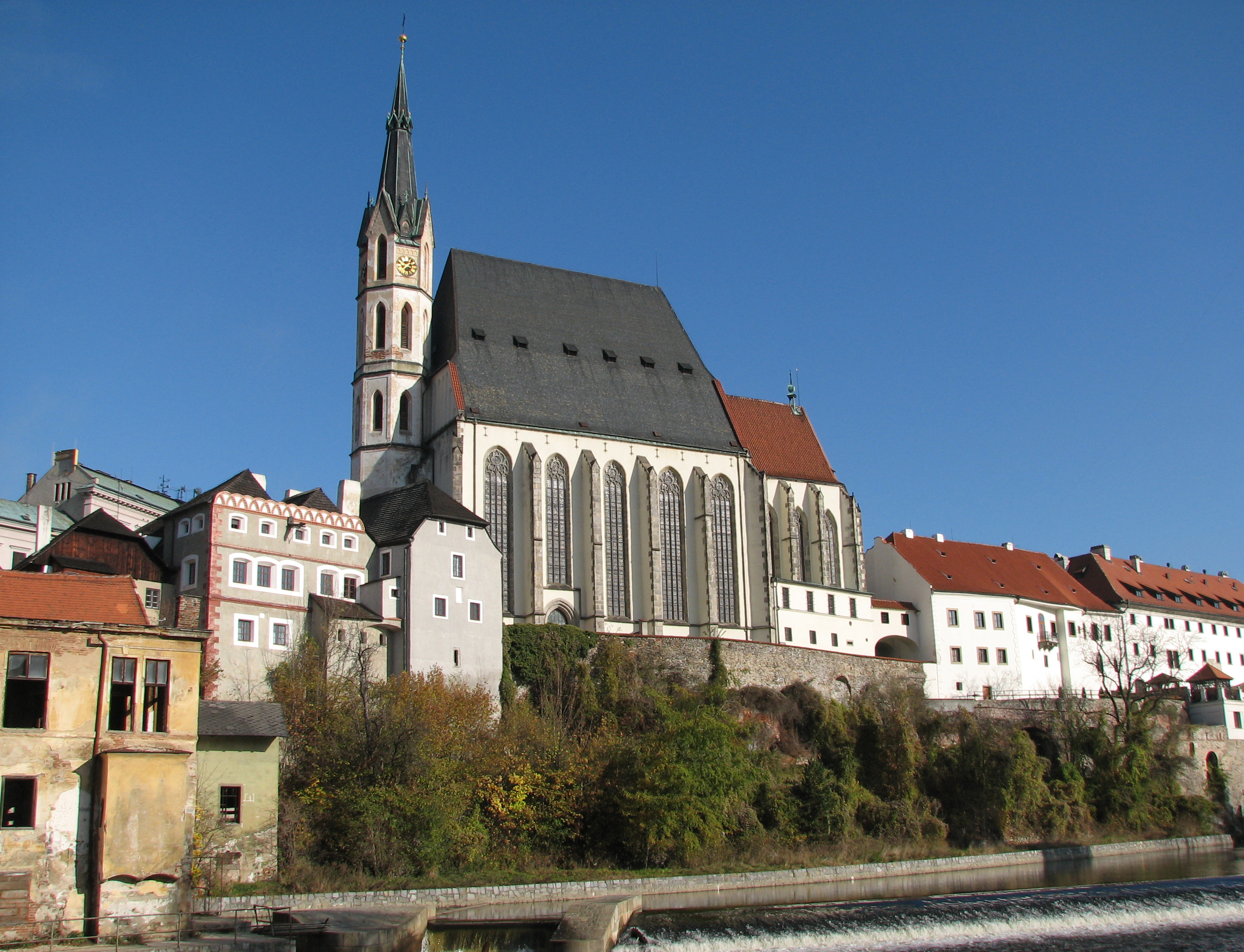
A Szent Vitus-templom

- A Szent Vitus-templom Krumlov másik jelképszerű épülete. A háromhajós templomot a 14. században építették, majd a 15. század elején átalakították. Ebből az időből származnak a gótikus freskómaradványai is. Főoltára 1560-ban készült. Tornyának alsó része négyszög alakú román stílusú ablakokkal, feljebb ötszögű, magas, boltíves ablakokkal. Legfelső, gótikus részét 1894-ben készítették. A főhajóban áll Rosenberg Vilmos és felesége reneszánsz mauzóleuma.[6]
- A főtéren álló régi városházát 1580-ban építették, két régebbi gótikus ház egybeépítésvel. Homlokzatán Csehország, Český Krumlov, a Rosenbergek és a Schwarzenbergek címere látható. Latin felirata: Audi, vide et tace – si ves vivere in pace (magyarul: Hallj, láss és hallgass, ha békében akarsz élni.)
- A városban működik az Egon Schiele Művészeti Központ is, ahol az állandó Schiele-kiállítás mellett fiatal kortárs (cseh és külföldi) művészek alkotásai is megtekinthetők. A festő szeretőjével pár évig Krumlovban élt, amíg a város lakói nem túl erkölcsös életmódjuk miatt ki nem dobták őket.
- A 2000-es években nyílt Fotoateliér Seidel múzeumban rengeteg fényképpel mutatják be, milyen is volt az élet a cseh–osztrák–német határvidéken a 19/20. század fordulóján.
- A várossal egyidős a sörfőzés, a 13. századtól kezdve folyamatosan működött sörfőzde a városban. Az Eggenberg család 1625 és 1630 között – miután a birtokába jutott a város – sörgyárrá alakított egy folyóparti épületet. Ez azóta is, megszakítás nélkül sörgyárként üzemel. A Schwarzenbergek 1719-ben modernizálták és barokk stílusban építették újjá. A kommunizmusban államosították, de 1991 óta ismét magántulajdonban van az Eggenberg sörgyár.[7]

- Minden júniusban megrendezik az Ötszirmú Rózsa Ünnepe nevű fesztivált, amin a reneszánsz kort, a város „aranykorát” idézik fel színielőadásokkal, régizenei koncertekkel, lovagi tornákkal és fáklyás felvonulással.[8]

## Népesség
A település népessége az elmúlt években az alábbi módon változott:
| Lakosok száma | 6712 | 8676 | 8226 | 9255 | 14 108 | 13 361 | 13 141 | 12 981 | 12 461 | 12 797 |
|               | 1869 | 1900 | 1921 | 1961 | 1991   | 2011   | 2017   | 2020   | 2022   | 2025   |

## Képek

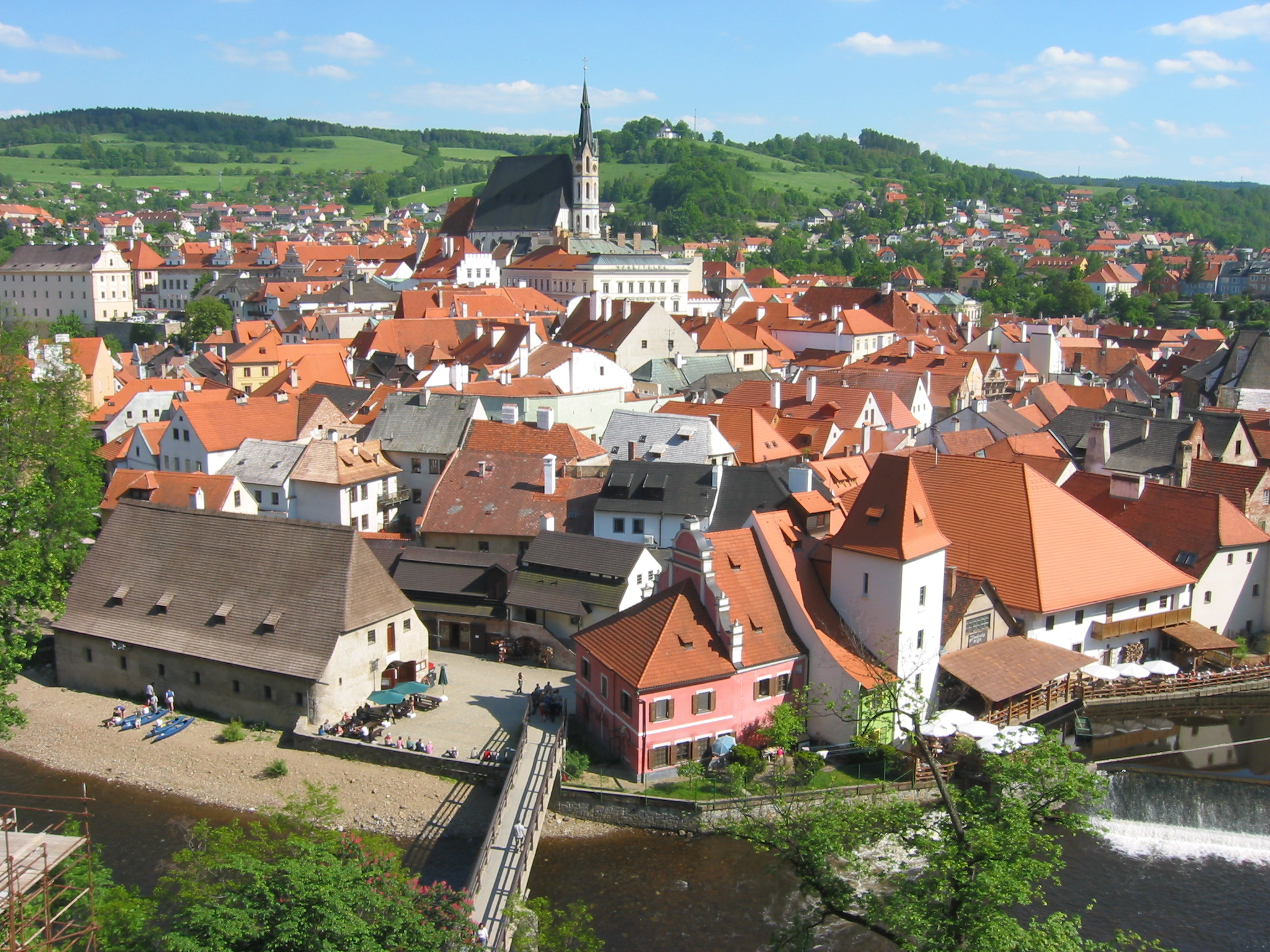
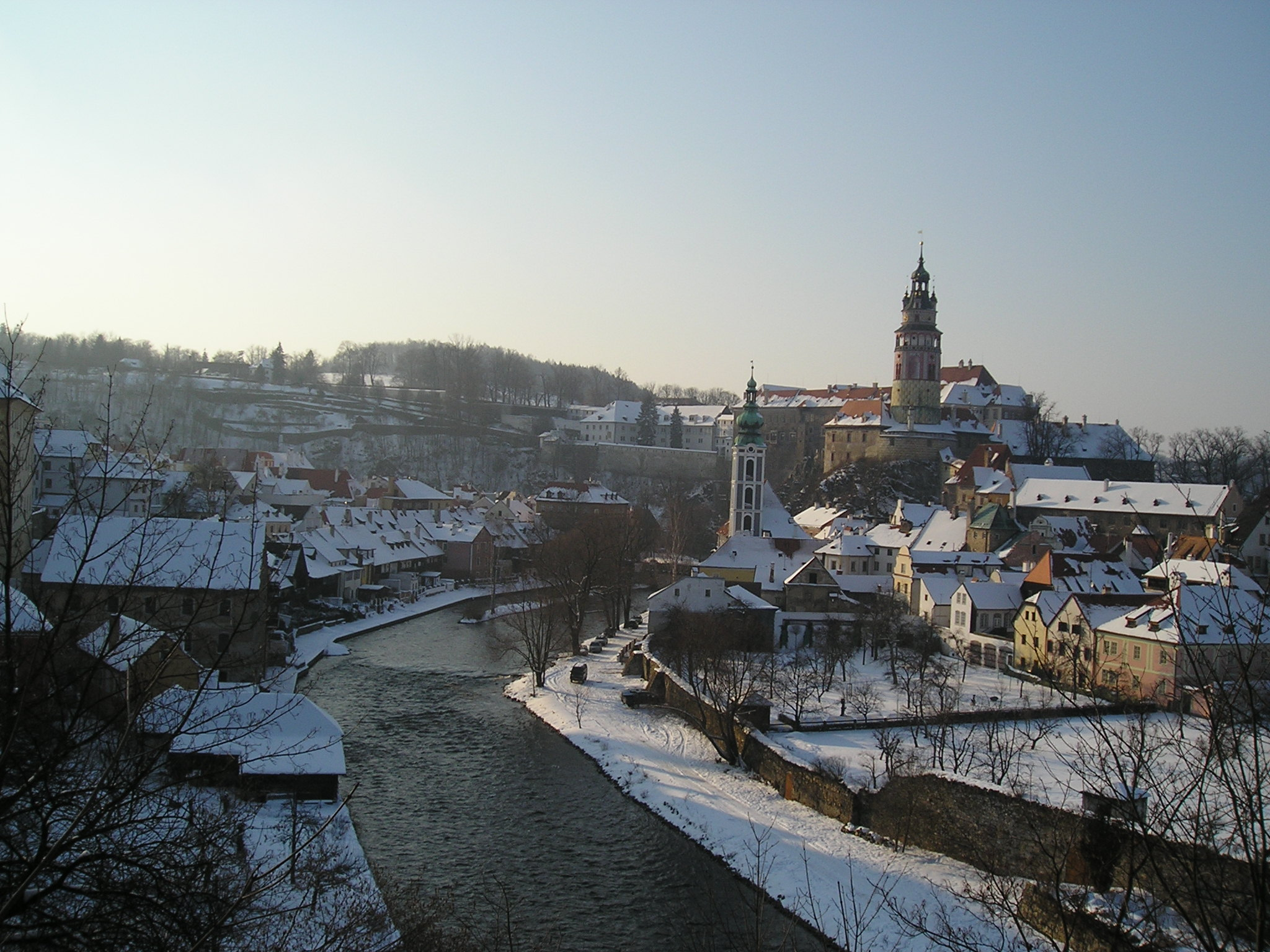
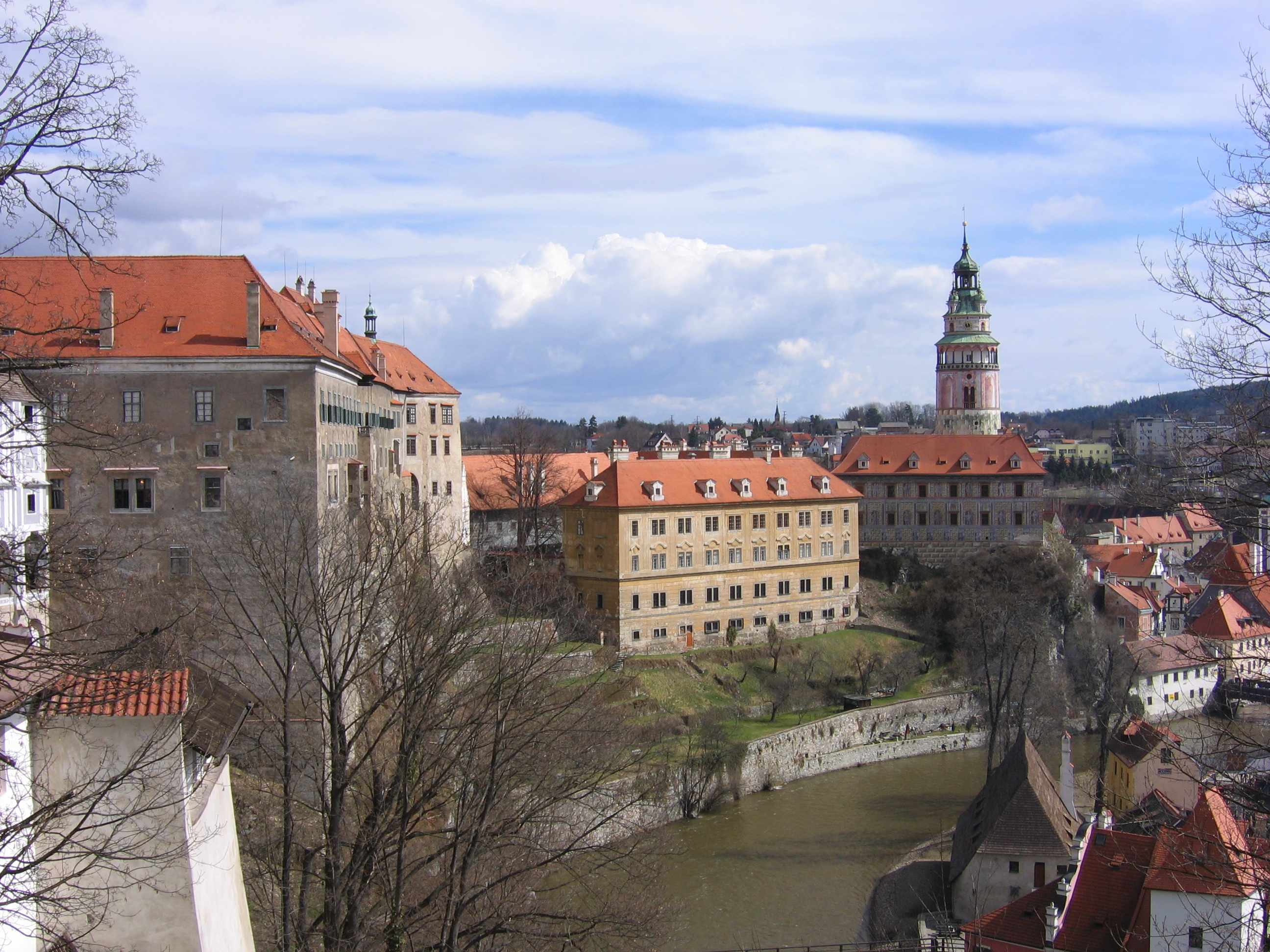
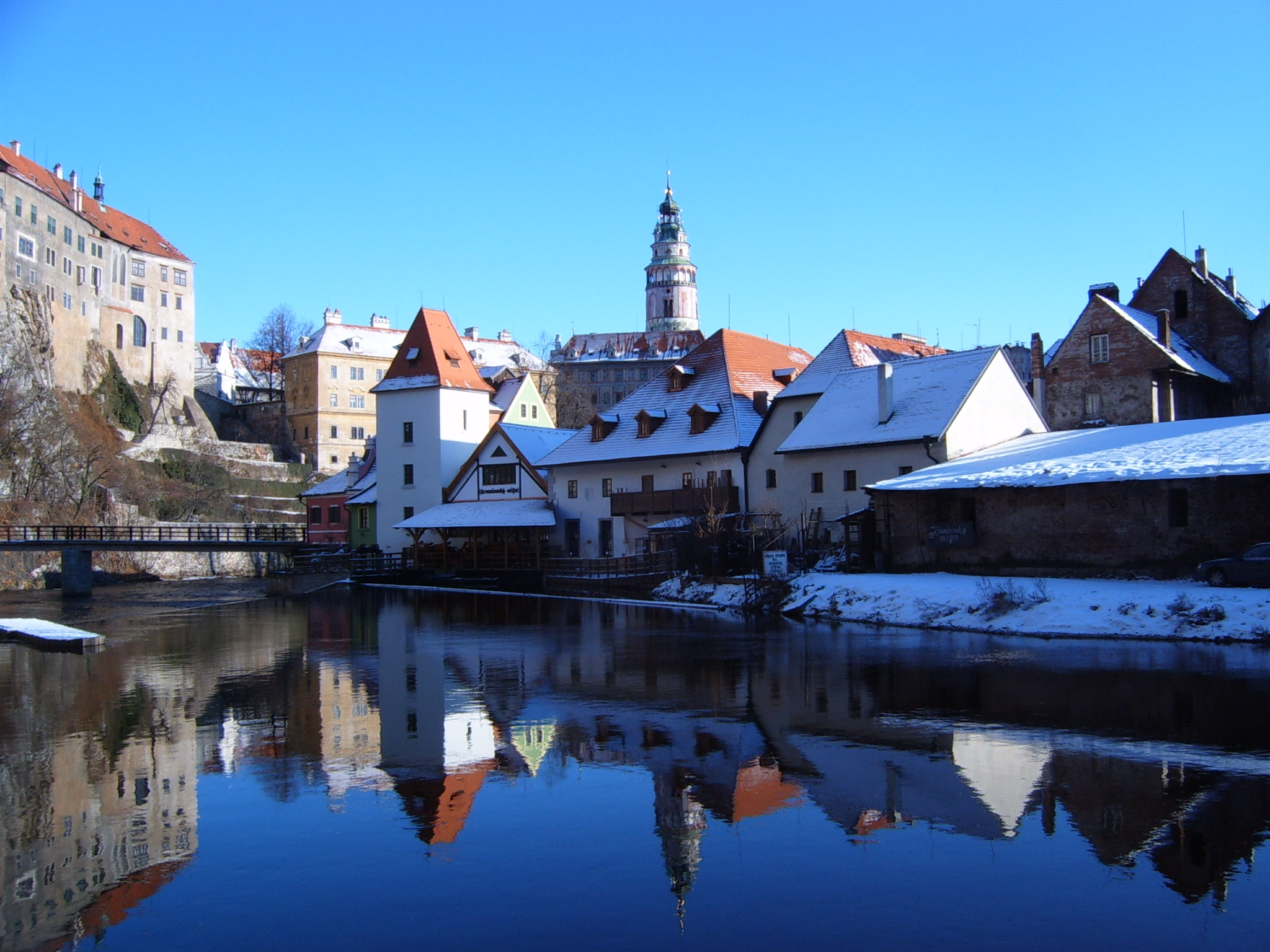
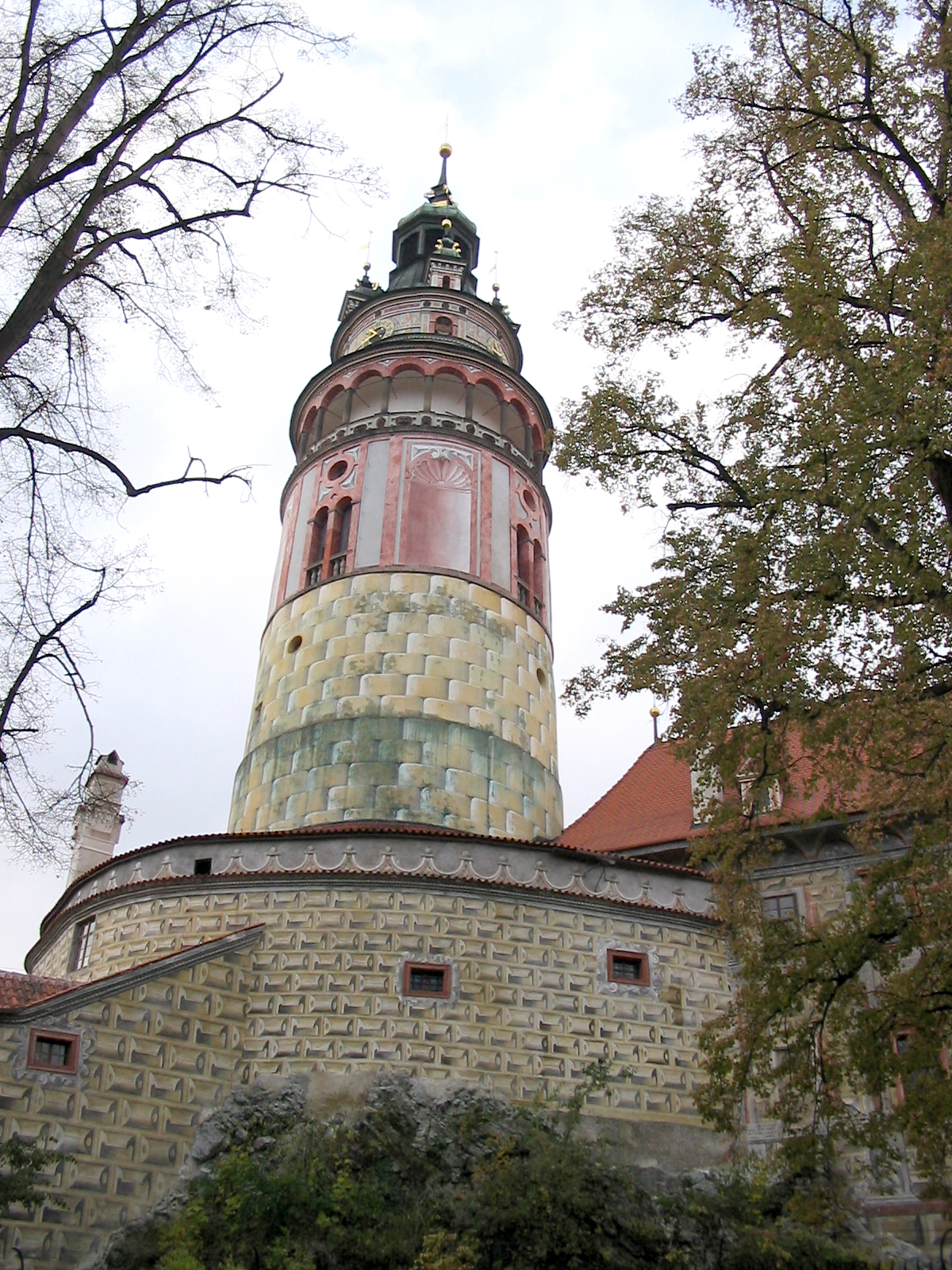
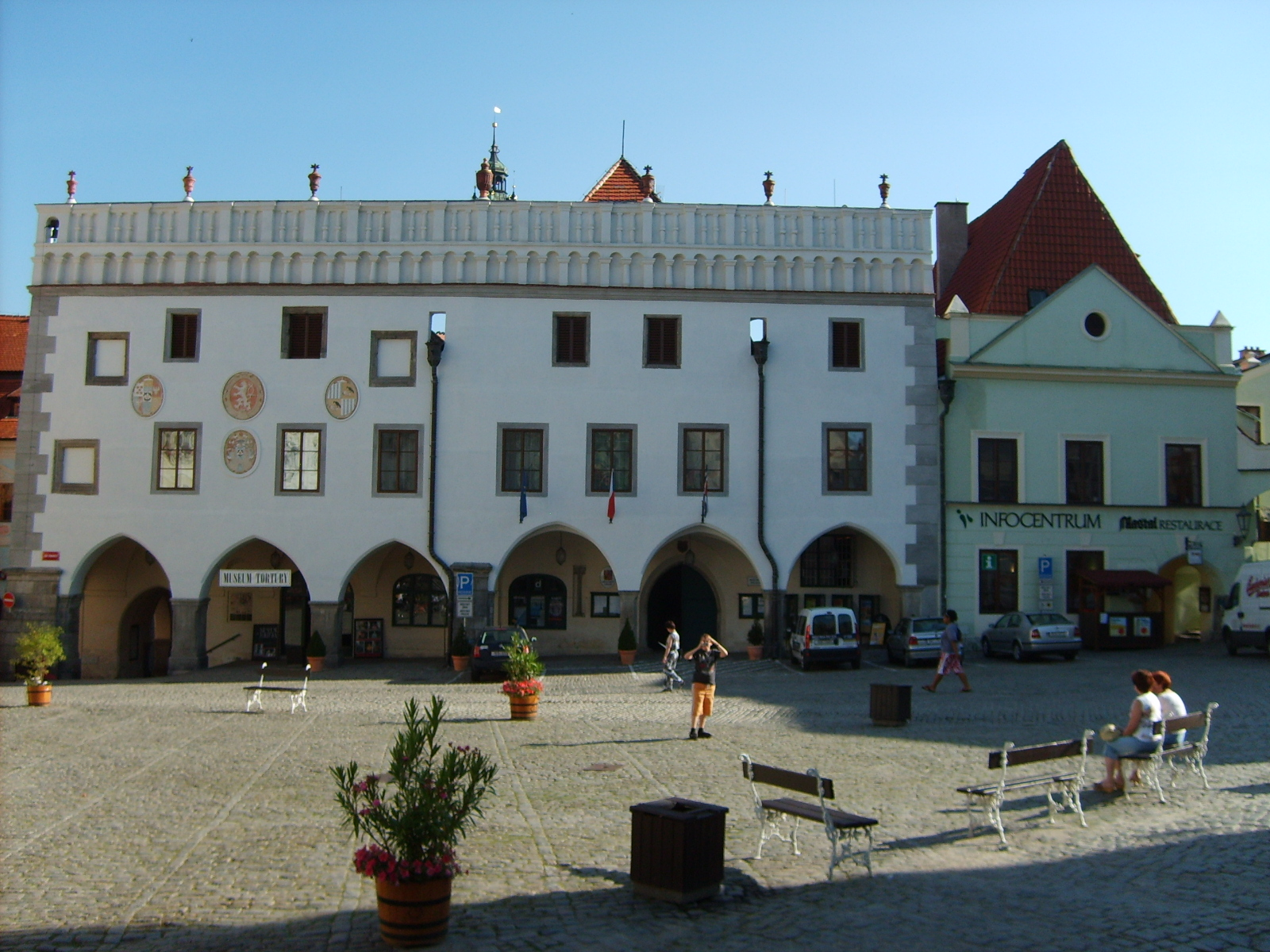
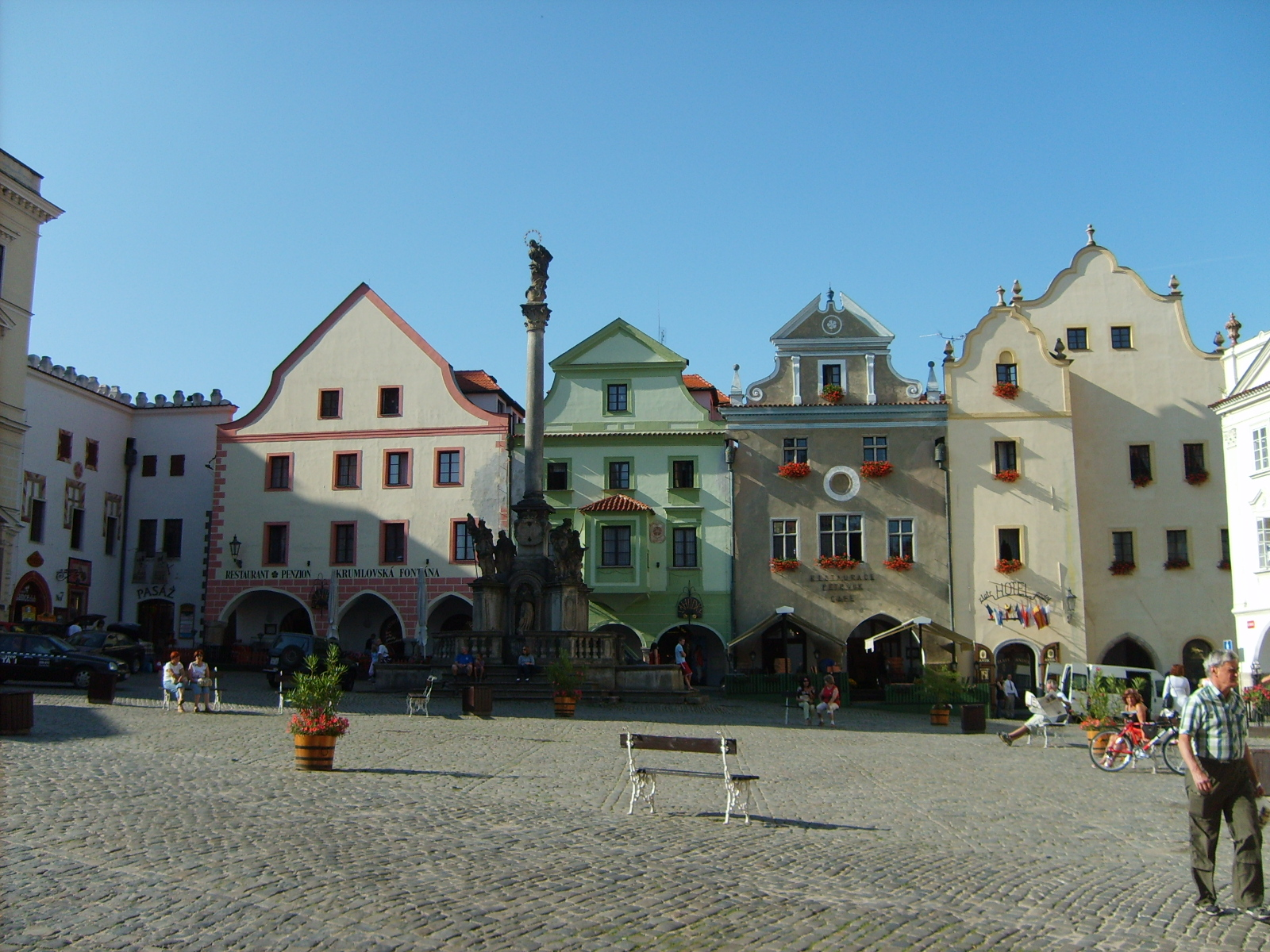
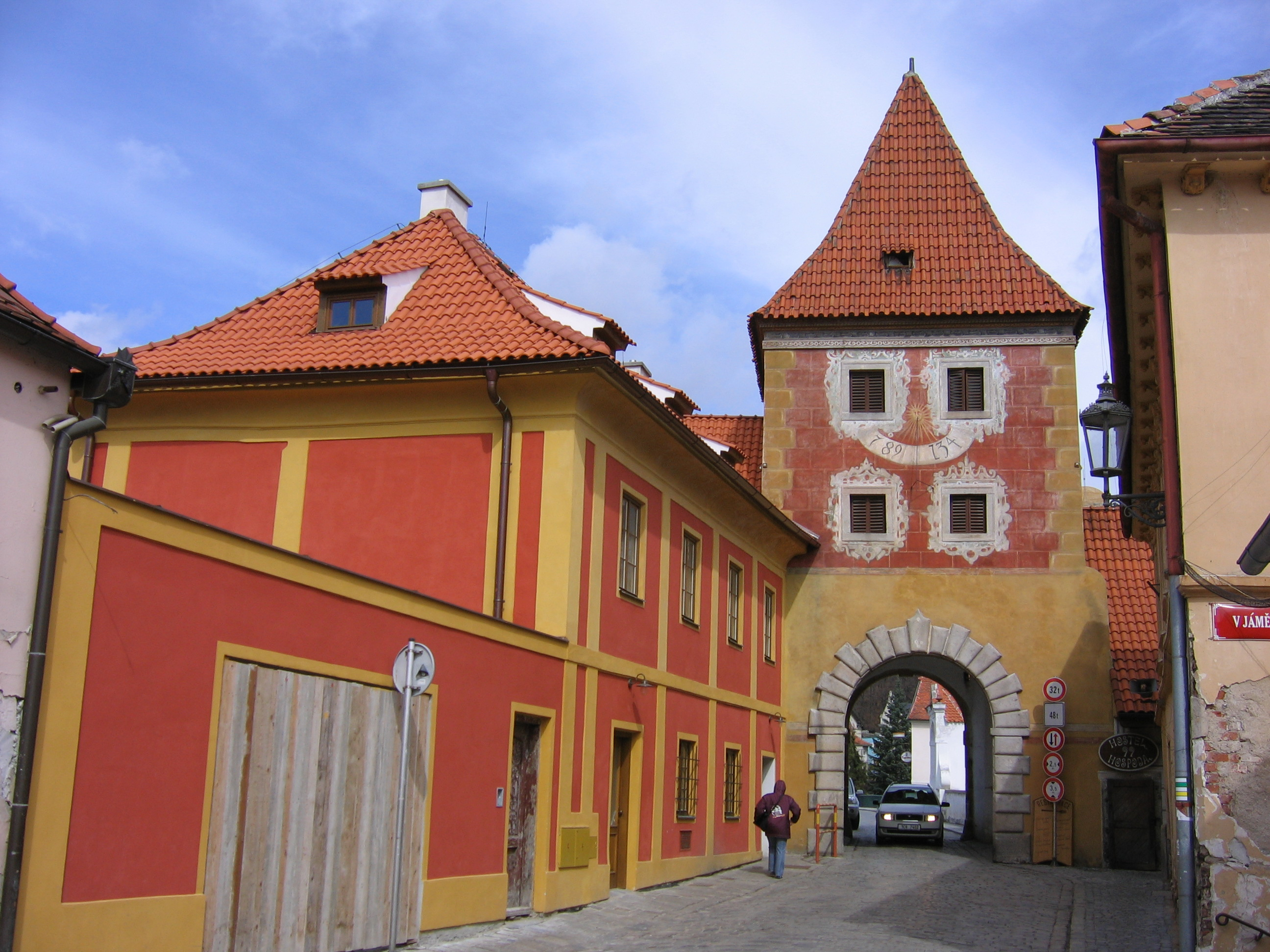